# 中鳥島
中鳥島 （日語：中ノ鳥島，nakanotorishima），是據說曾存在於太平洋海域的幻島。別名「恆河島」（ガンジス島）。另外，附近亦曾有「恆河礁」存在之說。
以自然科學的觀點來看，雖無法確定是否真實存在，但根據日本的領土曾正式認定這點，應與世界各地的「幻島」、「傳說島」區分開來。
在海圖等以做標記，但在日本政府發布的命令（法令、省令等）中多標做。

## 概歷
1907年（明治40年）8月，日本東京市小石川區諏訪町（現在的東京都文京區後樂）的山田禎三郎，在距離東京府小笠原島560英里的位置發現了島嶼，並登陸探險，嘗試測量。
根據東京府知事阿部浩向内務大臣原敬提出「關於新島嶼行政劃分上書」所附「小笠原島所屬島嶼發現呈報書」中描述，該島外圍1里25町（約6.67公里），面積64萬3700坪（約2.13平方公里）、有珊瑚礁與植被。另外，島上也積滿了鳥糞石、磷礦，這是當時被視為火藥原料與肥料的重要物品。
山田為了開發這座島，向日本申請取得領有權，翌明治41年（1908年）7月22日閣議決定將該島稱做，編入日本領地。山田所發現的島，海圖中以表示，但當時的海軍省水路部所記錄的《日本水路誌》中寫到，在30°47′0.0″N 154°15′0.0″E / 30.783333°N 154.250000°E有座「恆河島」，「其位置多少有差異，需依他日確定」，故所在位置未確定，又寫「無疑屬於帝國的版圖」，理所當然地編入日本領地。
然而，中鳥島自此以後便再也找不到了，尤其大正時代大規模搜索周邊海域後，仍完全沒有找到。同時恆河礁亦消失了。昭和18年（1943年）海軍水路告示將此島自日本海軍的機密水路圖誌刪除。而當時正逢太平洋戰爭，也不必特意通知敵國，直到第二次世界大戰後的昭和21年（1946年）才記載於地圖上。

第二次世界大戰後的1946年1月29日，駐日盟軍總司令發出關於「日本」範圍的訓令（SCAPIN第677号），其中第3項包含了「中鳥島」。

日本範圍去除以下地域

(a)鬱陵島、竹島、濟州島。(b)包含北緯30度以南的琉球群島（包含口之島）、伊豆、南方、小笠原、硫磺群島、及大東群島、沖鳥礁、南鳥島、中鳥島的其他外廓太平洋全部群島。(c)千島群島、齒舞群島（包含水晶、勇留、秋勇留、志發、多樂島）、色丹島。

1953年出版的《高等新地圖》（地勢社）中有描繪出來，之後雖多次有地圖記錄，現在則明確地否定其存在。

## 實際存在的真偽
究竟該島無法尋回的原因是被水淹沒了；根本不存在，而是山田將其他的島搞錯了；或是完全捏造的，實際情形不明。山田是否真的有去探險也大有疑問。若山田沒有前去探險，其將這謊言滾大的理由亦不明。

### 存在的可能性
中鳥島所在海域的水深約5,000公尺，而由於遠離火山帶，即使曾有島存在，也應會馬上消失。500公尺外水深約1,400公尺處有著頂峰高約4,000公尺的海底山存在，此處曾經有島的可能性也不算小，然而明治末期以後要短期間內被淹沒至海面下1,400公尺，必然有大規模的地殼變動或山體崩壞發生。若如此，日本列島沿岸應會有大海嘯，但卻無此記錄。因此中鳥島的存在缺乏具說服力的證據。
小笠原群島中也存在著「會不會是山田禎三郎把某座島搞錯了」的說法，其中之一是最東端的南鳥島（但當時已有人居住，地形也與發現報告不符）。另外，當時也有因火山活動而沉沒的新硫磺島（福德岡之場），若是那種性質的島，地形上的紀錄應較為平坦，況且磷礦石與灌木也不該存在。結果究竟是搞錯或是捏造的，仍然不明。
日本近海的太平洋海域有許多這種幽靈島，傳說存在於南鳥島的西南約400公里的洛斯渣甸島（Los Jardines）即是典型的例子。自16世紀有發現報告以來持續記載於海圖，最終確定為一幽靈島。而中鳥島是在更晚的1972年才被確定為幽靈島。

### 詐欺故事說
關於發現這樣的「幻島」的理由，其中一個假說是「詐欺故事」。
中鳥島的發現報告書中提到「存在大量高純度磷礦石」「生存著大量（能取得羽毛）的信天翁」。這些是當時具有高度商業價值的東西，並以山田之名義，請求實行事業的許可。與當時於沖大東島（Rasa島）挖掘磷礦石的開發者獲得的極大利潤相比較，中鳥島也可稱作「賺錢島」。
但為了開發這座孤島，需要大量的初期投資。因此，推測該島的出現可能是「以募集島開發資金為名義捏造的詐欺故事」。由於故事不具可靠性，沒有投資家肯出資金，詐騙人為了提升説服力於是就向國家申請國土認定。另外，考慮山田本身過去曾出海探險的經歷與記錄，「為了取得詐欺故事的可靠性，需要這樣值得信賴的人」而由詐騙人扮演，如此推論則前後吻合（扮演有可靠性的人是詐騙人的老套手段）。
根據大正期間，為了開發中鳥島而派遣了船的大阪實業家的談話，山田為了開發該島而設立集團，自日本取得磷礦開採權。然而集團成員中有一人獨占該權利，那人因此而入獄，開採權不久也到期了。當時的「大阪朝日新聞」曾記載此事件。

## 外部連結
- （日語）幻想諸島航海記／中ノ鳥島

30°05′0.0″N 154°02′0.0″E / 30.083333°N 154.033333°E